# ロサンゼルス・タイムズ
ロサンゼルス・タイムズ（英語：Los Angeles Times）は、アメリカ合衆国カリフォルニア州・ロサンゼルスで発行され、主にアメリカ合衆国西部で購読される日刊紙。しばしば「L.A. Times」とも呼ばれる。米国内での発行部数はUSAトゥデイ、ウォールストリート・ジャーナル、ニューヨーク・タイムズに次いで第4位。創刊は1881年。米国の地方紙としてはニューヨーク・タイムズに次ぐ規模である。経営者は中華系アメリカ人の黄馨祥で、編集長はアフリカ系のケヴィン・メリダ。

## 歴史
この新聞は、「ロサンゼルス・デイリー・タイムズ」という名前で1881年12月4日に創刊した。しかしすぐに破産したため、印刷元のミラー・カンパニーが経営を引き継ぎ、同時にハリソン・グレイ・オーティス元北軍中佐が編集長に就任した。オーティスはこの新聞を商業的に成功させ、1884年にこの新聞を印刷元とも買収し、タイム・ミラー・カンパニーを設立した。
1910年に、この新聞社と労働組合の抗争が爆破事件にまで発展した。これにより本社とオーティスの自宅が破壊、21人が死亡した。その後2人の労働組合のリーダーに殺人容疑がかけられ有罪を認めたが、2人ははめられたとする見方が一般的である。本社が破壊されたため、本社をタイムズ・ビルディングに移転した。
1917年にオーティスは死去し、彼の義理の息子であるハリー・チャンドラーがこの新聞の経営を引き継ぎ、 発行人となる。1944年に引き継いだ彼の息子のノーマン・チャンドラーは第二次世界大戦後におけるロサンゼルスの急速な成長期にこの新聞の経営をした。
2000年にタイム・ミラー・カンパニーはシカゴのトリビューン社（シカゴ・トリビューン紙の親会社）に買収された。
2018年6月より、南アフリカ出身の中華系億万長者として知られるパトリック・スーン・シオン（Patrick Soon-Shiong, 黄馨祥）の経営となった。また、本社をロサンゼルス空港近郊のエル・セグンドに移した。これにより、トロンクから独立した。
2018年12月29日、トリビューン・パブリッシング（前トロンク）のコンピューターシステムがサイバー攻撃を受け、システムを共有するロサンゼルス・タイムズにも印刷に支障が出たため、同日付の新聞配送が遅れることとなった。

## 日本との関わり

### カリフォルニア州外国人土地法改正の住民発案
1913年発効の、カリフォルニア州において日系人の土地所有を禁止するカリフォルニア州外国人土地法をより厳しくする法律改正が、1920年住民発案によって提起された際、同年5月8日付で発案自体には反対したが、カリフォルニア州の土地への日本人の侵略に対して明確に反対し、更に日本人を社会に統合する事は生物学的にも文化的にも不可能であり、我々自身を守らなければならないと論じた。

### トヨタ車急加速問題
ロサンゼルス・タイムズ紙は、苦情データを元に独自の調査で取材を行い、トヨタ自動車製車両の電子制御に欠陥があると複数回に渡り報道した。結果として推定有罪の雰囲気が作られ、トヨタ自動車はリコールを行い社長が謝罪した（詳細は「トヨタ自動車の大規模リコール (2009年-2010年)」を参照）が、のちに電子制御に欠陥はないことが確認されたと報道された。

### 大谷翔平の新居を巡る報道
2024年5月、地元のMLB球団「ロサンゼルス・ドジャース」所属選手である大谷翔平がロサンゼルス郊外に785万ドル（日本円で約12億3000万円）の豪邸を購入したと報じた。この報道を元に日本テレビとフジテレビは自局の報道番組や情報番組などにおいて、大谷の新居を詳細に報じたため、多くの観光客や地元住民が訪れ、大谷や家族に対するプライバシーが侵害される状態となったため、この2局は番組や社長会見の中で謝罪に至る事態になった。この事件を受けて日本テレビは2024年の夏ごろ幹部クラスが直接ロサンゼルスに出向き、大谷にお詫びを入れた。また、MLB東京シリーズ2025が日本テレビで放送されると、大谷の「MLBの開幕戦は日テレで」というコメントが放送された。しかし、フジテレビとは和解していない。